# Ligularia mongolica
Ligularia mongolica là một loài thực vật có hoa trong họ Cúc. Loài này được (Turcz.) DC. mô tả khoa học đầu tiên năm 1837.